# Peter Deriabin
Peter Deriabin (1921-1992) (Петр Дерябин) fue un miembro del Partido Comunista Ruso, veterano de la Segunda Guerra Mundial, agente de SMERSH, y del KGB, que más tarde desertó a los Estados Unidos, donde empezó a trabajar para la Agencia Central de Inteligencia, realizó estudios de posgrado, y escribió varios libros acerca del KGB. Murió en 1992, a los 71 años de edad.
Deriabin estaba afiliado al Partido Comunista. Acudió a la Facultad de Magisterio de Biysk, así como al Instituto para el Marxismo-Leninismo. Durante la Segunda Guerra Mundial resultó herido en cuatro ocasiones y destinado a la división naval de SMERSH (servicio de contrainteligencia militar). Más tarde fue inspector para la Seguridad del Estado. Finalmente fue reasignado al cuartel general del KGB.
En 1953 fue nombrado jefe de la contrainteligencia soviética en Viena, (Austria), así como jefe del Partido Comunista para toda la sección austro-alemana. En 1954, desertó a los Estados Unidos.Como represalia, el Colegio Militar de la Corte Suprema de la URSS le sentenció a muerte. Testificó ante el Senado de los Estados Unidos y ante el Comité de Actividades Antiestadounidenses en 1959, y coescribió un libro sobre sus años de servicio en el KGB.
También realizó estudios de posgrado en la Universidad de Míchigan y en la Universidad de Virginia, en esa misma época ingresó en la Agencia Central de Inteligencia (CIA). 

Unos días después del asesinato del Presidente Kennedy, Deriabin escribió un largo memorándum para la CIA. En él teorizó acerca de que Lee Harvey Oswald fuera un agente del KGB que, o bien fue enviado para matar a Kennedy, o bien estaba en los Estados Unidos cumpliendo una misión diferente y cometió el asesinato por iniciativa propia. Deriabin concluía en su memorándum que los rusos habrían cumplido varios objetivos al eliminar Kennedy; entre ellos acabar con una figura clave de la Guerra Fría; dificultar las operaciones encubiertas de EE. UU. contra Cuba -que serían tachadas como operaciones de venganza por el resto del mundo- y desviar la atención de la población soviética de sus problemas internos. 

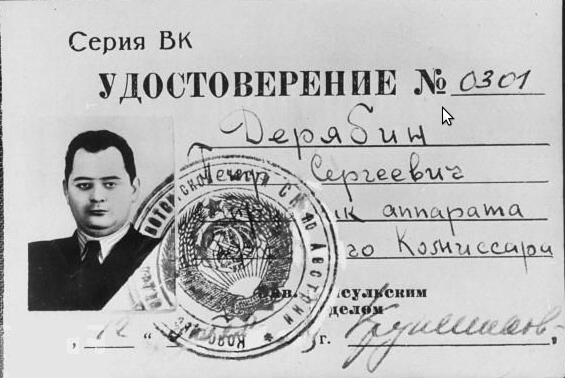
Carnet del KGB de Deriabin

Deriabin también estuvo relacionado con el caso de Yuri Nosenko, un polémico desertor ruso que recibió un duro tratamiento por parte de la CIA (incluyendo aislamiento penitenciario) al sospecharse de que se trataba de un agente doble "implantado" por el KGB. Deriabin fue uno de los oficiales de la CIA que sospechaban que Nosenko era un agente doble. Deriabin sostuvo que los detalles proporcionados por Nosenko acerca de su experiencia en SMERSH o el KGB no coincidían con su propia experiencia en esas organizaciones.
Cuando la Agencia de Seguridad Nacional de EE. UU. (NSA) intensificó sus operaciones en la década de los 70,  Deriabin fue considerado como un importante activo para sus actividades. En 1973 visitó Fort Meade, donde se le dio la bienvenida 'a la familia'. En 2012 se desclasificó un  informe detallado de su visita.
Deriabin se retiró en 1981 y murió en 1992. Le sobrevivieron varios familiares cuyas identidades fueron mantenidas en secreto por la CIA. 

## Libros
Deriabin fue coautor de varios libros sobre el espionaje soviético:
- The Secret World, con Frank Gibney, Doubleday, 1959
- Watchdogs of terror, 1984, University Publications of America.[8]
- KGB, Masters of the Soviet Union, con Tennent H. Bagley, Hippocrene Books, 1990[9]
- The Spy Who Saved The World, con Jerrold L Schecter, Scribners, 1992[10]
- Inside Stalin's Kremlin, Brasseys Publications, 1998[11]

Deriabin hizo un detallado relato a Tennet H. Bagley acerca de sus puntos de vista sobre el 'Caso Nosenko', que se publicó en el libro "Spy Wars", en 2007.